# Ліга Справедливості (мультсеріал)
Ліга Справедливості (англ. Justice League) — анімаційний американський серіал створений за мотивами однойменної серії коміксів DC Comics, прем'єрний показ якого відбувся на телеканалі  Cartoon Network  17 листопада 2001 року. У 2004 році серіал змінив назву на Ліга Справедливості: Без меж (англ. Justice League Unlimited), Всього було створено 4 сезони (91 серія).

## Головні герої
- Бетмен
- Супермен
- Дівчина-яструб
- Диво Жінка
- Зелений Ліхтар (Джон Стюарт)
- Марсіанський Мисливець
- Флеш